# Mate Sušac
Mate Sušac  (Čitluk, 10. prosinca 1938.), hrvatski je pjesnik i romanopisac iz BiH.
Gimnaziju pohađao u Dubrovniku, Sarajevu, Širokom Brijegu, a završio u Metkoviću. Hrvatski i ruski jezik s književnostima diplomirao u Zadru. 
Djela: Pjesme (1987.), Čovjek iz Kerijotha (roman, 1991.), Croatia-Vukovar (zbirka tekstova s 14 hrvatskih književnika o temi iz Domovinskog rata, na tri jezika, 1992.), Semionovo gnijezdo (proza, 1993.). 